# Ивановка (Херсонский район)
Ивановка (укр. Іванівка) — село в Дарьевской сельской общине Херсонского района Херсонской области Украины.
Почтовый индекс — 75040. Телефонный код — 5547. Код КОАТУУ — 6520387002.

## Население
Население по переписи 2001 года составляло 725 человек.

### Языковой состав
Родной язык населения по данным переписи 2001 года:
| Язык       | Численность, чел. | Доля     |
| ---------- | ----------------- | -------- |
| Украинский | 682               | 94,07 %  |
| Русский    | 40                | 5,52 %   |
| Другое     | 3                 | 0,41 %   |
| Итого      | 725               | 100,00 % |